# Виджайя, Анжелик
Анжелик (Энджи) Виджайя (индон. Angelique Widjaja; р. 12 декабря 1984, Бандунг) — индонезийская профессиональная теннисистка.
- Победительница четырёх турниров WTA в одиночном и парном разрядах
- Чемпионка Уимблдонского турнира и Открытого чемпионата Франции в одиночном разряде среди девушек и Открытого чемпионата Австралии в парном разряде среди девушек
- Чемпионка Азиатских игр 2002 года в составе команды Индонезии и серебряный призёр в женском парном разряде
- Спортсменка 2002 года в Индонезии.

## Биография
Анжелик Виджайя, дочь Рико Виджайя и Ханиты Эрвин, была младшей из шести детей в семье и единственной дочерью. Она громко заявила о себе в юниорских турнирах, в 16 лет став в 2001 году первой представительницей Индонезии, которой удалось выиграть Уимблдонский турнир, победив Динару Сафину в финале одиночного турнира девушек. На следующий год она добавила к этому титулу звание победительницы Открытого чемпионата Австралии в парном разряде среди девушек (с Хиселой Дулко) и победительницы Открытого чемпионата Франции среди девушек в одиночном разряде (после победы в финале над Эшли Харклроуд).
Уже в эти годы Анжелик начала добиваться успехов и во взрослом теннисе. В 16 лет, занимая 579 место в рейтинге и получив в Бали wild card на участие в первом в карьере турнире WTA, она неожиданно стала чемпионкой — шестой в истории случай, когда теннисистка выиграла свой первый турнир WTA и самый низкий в истории рейтинг победительницы турнира WTA (не считая нескольких теннисисток, выигравших турниры, не имея рейтинга вообще). По пути к титулу она переиграла 29-ю ракетку мира, таиландку Тамарин Танасугарн, и ещё двух соперниц из первой сотни рейтинга. В апреле 2002 года в Боле (Хорватия) она завоевала свой первый титул WTA в парном разяде. Летом он уже вошла в сотню сильнейших теннисисток мира, а в ноябре в Паттайе выиграла свой второй турнир WTA в одиночном разряде после победы в полуфинале над 24-й ракеткой мира Татьяной Пановой и закончила сезон на 69-м месте в рейтинге. В Кубке Федерации она провела за сборную Индонезии семь игр в круговом турнире I Азиатско-Тихоокеанской группы, одержав семь побед, и только в финальном матче с китаянками проиграла Чжэн Цзе. Она также завоевала с командой Индонезии золотые медали Азиатских игр в Пусане, а в парном разряде с Винной Пракусей стала второй. В 2002 году она была признана в Индонезии спортсменкой года.
В 2003 году Виджайя пять раз за год выходила в финал турниров WTA в парном разряде, в том числе в турнире I категории в Торонто, хотя победить ей удалось только один раз — у себя на родине в Бали в паре с венесуэлкой Марией Венто-Кабчи. С Венто-Кабчи она также дошла до четвертьфинала Уимблдонского турнира (после победы над посеянными шестыми Еленой Докич и Надеждой Петровой) и Открытого чемпионата США. К ноябрю Анжелик вошла в число 20 сильнейших теннисисток мира в парном разряде. В одиночном разряде она сумела сохранить место в первой сотне, хотя ни разу не пробивалась в финал. В турнире I категории в Индиан-Уэллсе она одержала победу над самой титулованной из своих соперниц до этого времени — 13-й ракеткой мира Патти Шнидер. В Кубке Федерации она второй год подряд вывела команду в финал I Азиатско-Тихоокеанской группы и на этот раз довела дело до победы, выиграв и у своей прошлогодней обидчицы Чжэн Цзе, и — с Винной Пракусей — парную встречу у будущих олимпийских чемпионок Ли Тин и Сунь Тяньтянь. В переходном матче за право выступать на будущий год в Мировой группе она дала бой немкам, взяв два очка, но Индонезия в итоге проиграла со счётом 2-3.
На следующий год Анжелик поднялась в рейтинге на высшую в карьере 15-ю позицию после выхода в четвертьфинал Открытого чемпионата Австралии (также с Венто-Кабчи, с которой они уже были посеяны под шестым номером). Однако в дальнейшем ей не удалось добиться успехов, равнозначных прошлогодним, она ни разу не дошла до финала в турнирах WTA, и её лучшим результатом за остаток сезона стал выход с Венто-Кабчи во второй подряд четвертьфинал на Уимблдоне, где они уступили первой паре турнира — Вирхинии Руано и Паоле Суарес. К этому успеху она присовокупила аналогичное достижение на Открытом чемпионате Франции в смешанном парном разряде, где её партнёром был аргентинец Лукас Арнольд-Керр. Во втором круге они с Арнольдом-Керром переиграли посеянных шестыми Мартину Навратилову и Леандера Паеса, но в четвертьфинале их остановили будущие победители Татьяна Головин и Ришар Гаске. Ещё одно важное достижение было связано с Кубком Федерации: в июле Энджи, в круговом турнире игравшая только в парах, а потом в финале Азиатско-Тихоокеанской группы принесшая команде два очка в матче с новозеландками, практически в одиночку разгромила в плей-офф Мировой группы словенок, победив во всех трёх своих играх, и вывела Индонезию на следующий год в Мировую группу. В августе она приняла участие в Олимпиаде в Афинах, где камнем преткновения для неё дважды стала хорватка Каролина Шпрем, победившая её в первом круге в парном и во втором — в одиночном разряде.
В конце 2004 года Анжелик перенесла операцию левого колена, которая заставила её пропустить весь следующий сезон. Вернувшись на корт в 2006 году, она провела один полноценный, хотя и не слишком успешный сезон (лучшие результаты — полуфиналы турниров ITF в одиночном разряде в Мельбурне и итальянских городах Галатина и Градо в одиночном разряде и один титул в парах на турнире аналогичного уровня в Джакарте в парах). После этого она уже не выступала в одиночном разряде и совсем мало играла в парах, пока в 2008 году, в неполные 24 года, не объявила о завершении карьеры. После окончания выступлений она стала сотрудницей спортивного агентства Sportama, а в 2010 году открыла со своим бывшим тренером Дедди Теджамукти теннисную школу в Джакарте.

## Участие в финалах турниров WTA за карьеру (8)
| Легенда                    |
| -------------------------- |
| Большой шлем (0)           |
| Итоговый чемпионат WTA (0) |
| I категория (1)            |
| II категория (0)           |
| III категория (5)          |
| IV категория (0)           |
| V категория (2)            |

### Одиночный разряд (2)
Победы (2)
| №  | Дата        | Турнир                                  | Покрытие | Соперница в финале | Счёт в финале |
| -- | ----------- | --------------------------------------- | -------- | ------------------ | ------------- |
| 1. | 24 сен 2001 | Wismilak International, Бали, Индонезия | Хард     | Йоаннетта Крюгер   | 7-62, 7-64    |
| 2. | 4 ноя 2002  | Открытый чемпионат Паттайи, Таиланд     | Хард     | Чо Юн Джон         | 6-2, 6-4      |

### Парный разряд (6)

#### Победы (2)
| №  | Дата        | Турнир                                  | Покрытие | Партнёр           | Соперницы в финале            | Счёт в финале |
| -- | ----------- | --------------------------------------- | -------- | ----------------- | ----------------------------- | ------------- |
| 1. | 29 апр 2002 | Открытый чемпионат Хорватии, Бол        | Грунт    | Татьяна Гарбин    | Елена Бовина Генриета Надьова | 7-5, 3-6, 6-4 |
| 2. | 8 сен 2003  | Wismilak International, Бали, Индонезия | Хард     | Мария Венто-Кабчи | Эмили Луа Николь Пратт        | 7-5, 6-2      |

#### Поражения (4)
| №  | Дата        | Турнир           | Покрытие | Партнёр           | Соперницы в финале                     | Счёт в финале |
| -- | ----------- | ---------------- | -------- | ----------------- | -------------------------------------- | ------------- |
| 1. | 10 фев 2003 | Доха, Катар      | Хард     | Мария Венто-Кабчи | Дженет Ли Винна Пракуся                | 1-6, 3-6      |
| 2. | 19 мая 2003 | Мадрид, Испания  | Грунт    | Рита Гранде       | Джилл Крейбас Лизель Хубер             | 4-6, 6-76     |
| 3. | 11 авг 2003 | Торонто, Канада  | Хард     | Мария Венто-Кабчи | Светлана Кузнецова Мартина Навратилова | 6-3, 1-6, 1-6 |
| 4. | 3 ноя 2003  | Паттайя, Таиланд | Хард     | Винна Пракуся     | Ли Тин Сунь Тяньтянь                   | 4-6, 3-6      |